# Enicospilus ceylonicus
Enicospilus ceylonicus är en stekelart som beskrevs av Cameron 1897. Enicospilus ceylonicus ingår i släktet Enicospilus och familjen brokparasitsteklar. Inga underarter finns listade i Catalogue of Life.